# Télescope Wolter

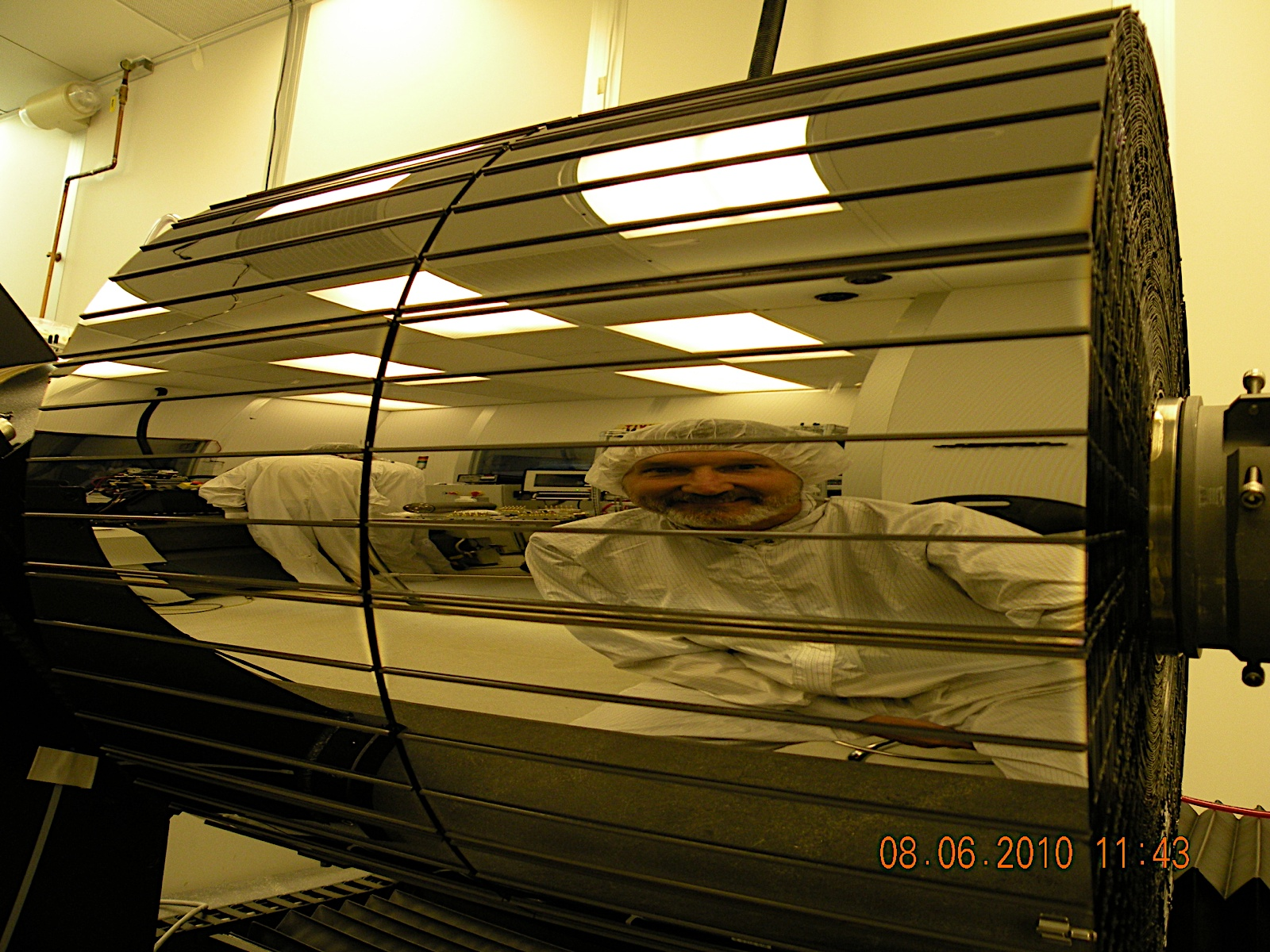
Une des deux optiques de l'observatoire spatial NuSTAR composée de 133 miroirs de type Wolter I emboîtés.

Un télescope Wolter est un type de télescope réflectif utilisé dans le domaine des rayonnements X. Afin d'être efficace dans cette bande spectrale, le télescope est composé de miroirs utilisés en incidence rasante.

## Principes
Dans le domaine de la lumière visible, il est possible d'utiliser des lentilles en verre optique dans des systèmes réfractifs ou des miroirs, la réfraction ou la réflexion ont lieu normalement dans ce domaine de longueur d'onde, permettant une certaine liberté dans l'élaboration des télescopes, bien que la plupart soient actuellement composés de miroirs.
Dans le domaine des rayons X, caractérisés par des longueurs d'onde courtes, le rayonnement traverse le verre des miroirs sans se réfléchir. En effet la longueur d'onde du rayonnement X devient plus courte que la distance moyenne entre les atomes. Toutefois cette distance peut être réduite en frappant le matériau sous une incidence plus faible. Ainsi sous un angle d'incidence de 0,1° une longueur d'onde de 10 × 10−10 m est 5 fois plus longue que la distance moyenne entre les atomes. Pour dévier correctement les faisceaux de rayons X il faut donc travailler en incidence rasante. On parle de « réflexion à incidence rasante ». L'incidence permettant la réflexion diminue à mesure que la longueur d'onde devient plus courte et qu'augmente l'énergie du rayon X : à 20 keV l'angle entre la surface du miroir et le rayon incident doit être de 0,25° et à 70 keV de seulement 0,07°
La première optique utilisant des miroirs en incidence rasante est réalisée en 1948, mais celle-ci présente une faible résolution angulaire. Hans Wolter met au point en 1952 trois types d'optiques, dites optiques Wolter de type I, II et III, qui combinent deux miroirs confocaux présentant une symétrie de révolution (paraboloïde, hyperboloïde ou ellipsoïde) : le rayonnement émis d'une source à l'infini est réfléchi successivement par les deux miroirs pour former une image au foyer commun des deux miroirs.
Le type I est pratiquement le seul utilisé car sa focale est plus réduite et il permet d'imbriquer plusieurs miroirs (appelés coques ou coquilles) permettant d’accroître la surface collectrice. L'optique obtenue est parfaitement stigmatique sur l'axe optique, ne présente pas d'aberration de sphéricité et remplit la condition des sinus d'Abbe, c'est-à-dire que le système forme une image sans aberration de coma. La qualité image est limitée par les défauts cristallins des surfaces faisant miroir.

## Mise en œuvre
Le télescope Wolter est utilisé principalement en astronomie X : le rayonnement X est intercepté par l'atmosphère terrestre aussi seuls les télescopes envoyés dans l'espace peuvent effectuer des observations de ce type de rayonnements.
Le premier observatoire spatial à utiliser une optique Wolter type I est le télescope Einstein mis en orbite en 1978. Sa surface collectrice est de 300 cm2 pour des énergies inférieures à 2 keV ; elle chute à 50 cm2 pour une énergie de 3,5 keV. La limite d'énergie est portée au cours des années 1990 à 100 keV en utilisant des miroirs recouverts d'un traitement multicouches qui augmente la réflectivité. Plusieurs observatoires spatiaux utilisant des miroirs Wolter de plus en plus performants prennent la suite d'Einstein : Rosat (1990), BeppoSAX (1996), XMM-Newton (1999), Chandra (1999), NuSTAR (2012), Spektr-RG (2019).

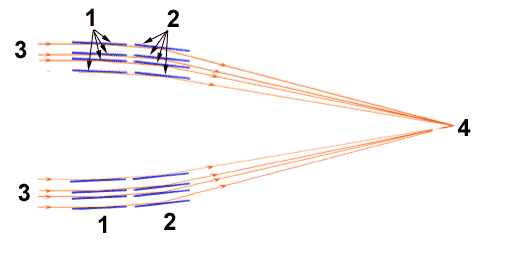
Schéma d'une optique Wolter de type I :
1 : miroirs paraboliques
2 : miroirs hyperboliques
3 : rayons X incidents
4 : Point focal